# Henri de Régnier
Henri de Régnier (Honfleur, 28 de desembre de 1864 - París, 23 de maig de 1936), fou un escriptor i poeta francès, proper al simbolisme.
Descendent d'una família noble de Normandia, Henri de Régnier començà els seus estudis al col·legi Stanislas. Després d'haver estudiat dret amb la perspectiva d'entrar a la diplomàcia, va preferir tot seguit consagrar-se a les lletres. A partir de 1885, comença a publicar versos a revistes simbolistes de França i de Bèlgica, en particular. El 15 de juny de 1885 publicà els seus primers versos a la revista Lutèce, i posteriorment a Le Scapin.
Admirador de Mallarmé, als «dimarts» del qual assistia regularment en la seva joventut, havia estat influït en primer lloc per Leconte de Lisle i sobretot per José-Maria d'Heredia amb una filla del qual, Marie, també poeta sota el pseudònim de Gérard d'Houville, es va casar l'any 1895. Aquest matrimoni no va ser feliç: a partir de la fi de l'any 1897, Marie va mantenir una relació gairebé estable amb un dels seus millors amics, el poeta i novel·lista Pierre Louÿs. El nen que va concebre a aquest període i que va néixer el 8 de setembre de 1898, batejat Pierre de Régnier (dit Tigre), és, segons Jean-Paul Goujon, el biògraf de Pierre Louÿs, d'aquest últim, que serà d'altra banda el seu padrí.
Adquirí notorietat ja des del seu primer recull, Poèmes anciens et romanesques (1889). Els seus nombrosos volums de poesia – Tel qu’en songe (1892), Aréthuse (1895), Les Jeux rustiques et divins (1897), Les Médailles d'argile (1900), La Cité des eaux (1902), La Sandale ailée (1905), Le Miroir des heures (1910) – romanen fidels a l'ideal clàssic amb molta libertat en la forma, entre Verlaine i Valéry, situant-se entre el parnassianisme i el simbolisme. La seva poesia revela la influència de Jean Moréas, Gustave Kahn i Stéphane Mallarmé, i sobretot la del seu sogre, José-Maria d'Heredia.
Va escriure també contes (Contes à soi même (1893) i novel·les. La seva obra més coneguda, La Double maîtresse (1900), és una novel·la freudiana per anticipació; i també cal fer esment de Le Bon plaisir (1902), Le Mariage de minuit (1903), Les Vacances d'un jeune homme sage (1903), Les Rencontres de M. de Bréot (1904), Le Passé vivant (1905), La Peur de l'amour (1907), La Flambée (1909), La Pécheresse (1920), L'Escapade (1925), etc. Henri de Régnier tenia una predilecció pel segle xviii d'on extreia en gran manera els seus temes, de vegades escabrosos, i dels quals en feia un pastitx del seu estil.
Fou també crític literari, començà com a cronista, l'any 1908, al Journal des débats, abans d'encarregar-se del fulletó literari del Figaro de 1919 a 1936. Fou gran amic del pintor Henri Farge. i d'Antonio de la Gandara, que qualificà en el seu diari d' "amable dibuixant whistlerià".
Havent viscut un temps carrer de Magdebourg, freqüentava els salons de l'alta societat parisenca, sobretot el de la comtessa de Fitz-James., dels Bonnières o de Madeleine Lemaire.

## Obres
- Lendemains, poésie, Paris, Vanier, 1885.
- Apaisement, poésie, Paris, Vanier, 1886, in-12.
- Sites, poèmes, Paris, Vanier, 1887, in-8°.
- Épisodes, poèmes, Paris, Vanier, 1888.
- Poèmes anciens et romanesques, 1887-1889, Paris, Librairie de l'Art Indépendant, 1890.
- Épisodes, Sites et Sonnets, poèmes, Paris, Vanier, 1891, in-12.
- Tel qu'en songe, poèmes, Paris, Librairie de l'Art Indépendant, 1892.
- Contes à soi-même, prose, Paris, Librairie de l'Art Indépendant, 1894.
- Le Bosquet de Psyché, prose. Bruxelles, Lacomblez, 1894, petit in-12 (250 ex. numérotés) disponible a Gallica.
- Le Trèfle noir, prose, Paris, Soc. du Mercure de France, 1895, in-18.
- Aréthuse, poèmes, Paris, Librairie de l'Art Indépendant, 1895, in-8°, disponible a Gallica.
- Poèmes, 1887-1892 (Poèmes anciens et romanesques. Tel qu'en songe), Paris, Soc. du Mercure de France, 1895, disponible a Gallica.
- Les Jeux rustiques et divins (Aréthuse. Les Roseaux de la flûte. Inscriptions pour les Treize Portes de la Ville. La Corbeille des Heures. Poèmes divers), Paris, Soc. du Mercure de France, 1897, in-12, disponible a Gallica.
- La Canne de Jaspe (M. d'Amercœur. Le Trèfle noir. Contes à soi-même), contes, Paris, Soc. du Mercure de France, 1897.
- Premiers poèmes (Les Lendemains. Apaisement. Sites. Episodes. Sonnets. Poésies diverses), Paris, Soc. du Mercure de France, 1899, disponible a Gallica.
- Le Trèfle blanc, prose, Paris, Soc. du Mercure de France, 1899, disponible a Gallica.
- La Double Maîtresse, roman, Paris, Soc. du Mercure de France, 1900, disponible a Gallica.
- Les Médailles d'Argile, poèmes, Paris, Soc. du Mercure de France, 1900, disponible a Gallica.
- Les Amants singuliers, 1901.
- Figures et caractères, 1901, disponible a Gallica.
- Le Bon Plaisir, 1902.
- La Cité des eaux (poésie), 1902, disponible a Gallica.
- Les Vacances d'un jeune homme sage (roman), 1903, disponible a Gallica.
- Le Mariage de minuit, 1903.
- Les Rencontres de M. de Bréot, 1904.
- Le Passé vivant (roman), 1905, disponible a Gallica.
- La Sandale ailée, 1903-1905 (poésie), 1906.
- Moi, Elle et Lui (Mercure de France, janvier 1906).
- L'Amour et le Plaisir, 1906.
- Esquisses vénitiennes, 1906.
- Sujets et paysages, 1906.
- La Peur de l'amour, 1907.
- Couleur du temps, 1909.
- La Flambée, 1909.
- Le Miroir des heures (poésie), 1910.
- Contes de France et d'Italie, 1912.
- L'Amphisbène (roman), 1912, disponible a Gallica.
- Portraits et souvenirs, 1913.
- Le Plateau de laque, 1913, disponible a Gallica.
- Romaine Mirmault (roman), 1914, disponible a Gallica.
- L'Illusion héroïque de Tito Bassi (roman), 1916, disponible a Gallica.
- 1914-1916, poésies, 1918.
- Histoires incertaines, 1919.
- La Pécheresse (histoire d'amour), 1920.
- Vestigia flammae (poésie), 1921.
- Les Bonheurs perdus, 1924, disponible a Gallica.
- Le Divertissement provincial. L'entrevue. Proses datées. Baudelaire et les Fleurs du mal, 1925, disponible a Gallica.
- Paray-le-Monial, 1926.
- Contes pour chacun de nous, 1926.
- L'Escapade, 1926.
- Monsieur d'Armercœur, 1927.
- Le Miracle du fil (sonnets), 1927, disponible a Gallica.
- Le Pavillon fermé, 1927.
- Contes vénitiens, 1927.
- L'Altana ou la vie vénitienne (1899-1924), 2 vol., 1928, disponible a Gallica, disponible a Gallica.
- Flamma tenax, 1922-1928, poèmes, 1928.
- Lui, ou les Femmes et l'Amour, 1928, disponible a Gallica.
- Le Vrai Bonheur ou les amants de Stresa, 1929.
- Le Voyage d'amour ou l'initiation vénitienne, 1930.
- Nos Rencontres. Escales en Méditerranée, 1930 (Wikisource).
- Choix de poèmes, 1931.
- Airs pour l'écho (poésie), 1933.
- Lettres diverses et curieuses, écrites par plusieurs à l'un d'entre eux, 1933.
- De mon temps, 1933.
- Histoire des décorations françaises, publié sous la direction et avec une préface de Henri de Régnier, par A. Anchel et P.-F. Caillé, Paris, Javal et Bourdeaux, frontispice de Auguste Leroux, 1933.
- Le Paradis retrouvé, contes choisis (posthume), 1937.
- Images vénitiennes (s. d.) disponible a Gallica.
- Réveil d'été.
- Bernard Quiriny. L'égoïste est celui qui ne pense pas à moi (18 cm). Garnier-Flammarion, 2015, p. 180. ISBN 978-2-08137-675-5. OCLC 945357425..